# Fotbal Club Sportul Studențesc București
Il Fotbal Club Sportul Studențesc București è stata una società calcistica rumena con sede nella città di Bucarest, tra i più antichi club del Paese, in quanto fondata nel 1916.

## Storia
Nel suo palmares annovera solo una Coppa dei Balcani (vinta nel 1979), mentre in campionato è giunta al massimo seconda (nel 1985-86, preceduta dai "cugini" della Steaua). Dopo la cessione della stella Gheorghe Hagi, avvenuta nel 1987, la squadra cominciò ad accusare un periodo di declino.
Lo Sportul Studențesc balzò agli onori delle cronache il 20 settembre del 1984, quando sconfisse per 1-0 la fortissima Inter di Karl-Heinz Rummenigge nella gara d'andata dei trentaduesimi di finale della Coppa UEFA. Nella gara di ritorno, disputata al Meazza, i rumeni misero in atto un catenaccio d'altri tempi che resistette fino al 68°, quando Liam Brady riuscì a perforare la difesa avversaria e raddrizzare la situazione per i neroazzurri. Quando lo "spettro" dei tempi supplementari sembrava ormai imminente, una marcatura di Rummenigge a sei minuti dal termine mise fine alle speranze degli ospiti.
Nel 1987 giunse al terzo turno di Coppa UEFA, miglior risultato europeo di sempre: nell'occasione i rumeni eliminarono dapprima i polacchi del GKS Katowice (1-0 e 2-1 i parziali) e successivamente i danesi del Brøndby (sconfitta 3-0 all'andata, clamorosa vittoria 3-0 sulle mura domestiche e poi successo completato ai rigori) per poi essere eliminati dalla competizione dall'Hellas Verona (doppia sconfitta con gli scaligeri: 3-1 e 0-1).
Nel 2005-2006 fu un'altra stagione d'oro per lo Sportul che lottò a lungo addirittura per la conquista del campionato ma alla fine terminò terza e poi venne retrocessa per problemi di licenza in Liga II, serie che ha mantenuto fino quest'anno quando è stata promossa in Liga I con una giornata di anticipo.

## Palmarès

### Competizioni nazionali
- Liga II: 4

1936-1937, 1971-1972, 2000-2001, 2003-2004

### Competizioni internazionali
- Coppa dei Balcani: 1

1979-1980

### Altri piazzamenti
- Campionato rumeno:

Secondo posto: 1985-1986
Terzo posto: 1939-1940, 1982-1983, 1984-1985
- Coppa di Romania:

Finalista: 1938-1939 (0-2 contro lo Rapid Bucarest), 1942-1943 (0-4 contro lo CFR Turnu Severin), 1979 (0-3 contro lo Steaua Bucarest)
Semifinalista: 1939-1940, 1983-1984, 1987-1988, 2000-2001
- Liga II:

Secondo posto: 2009-2010 (Serie I)
- Coppa dei Balcani:

Finalista: 1976

## Stagioni passate
- 2011-2012

## Curiosità
Lo Sportul vanta il record di gol in un derby, undici, record ripetuto per altre due volte. La prima volta, nel 2002-2003, fu la Dinamo a battere lo Sportul al Regie per 6-5, punteggio restituito nel 2005-2006 quando fu lo Sportul a battere la Dinamo fuori casa allo Stefan cel Mare sempre per 6-5.